# Jacob Young (Gitarrist)

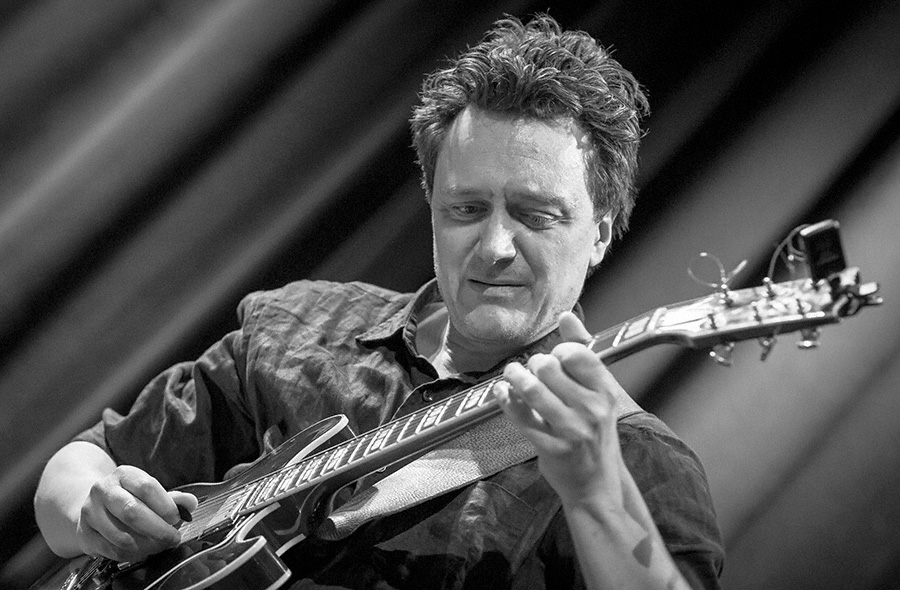
Jacob Young, 2016

Jacob Young (* 1970 in Lillehammer) ist ein norwegischer Jazzgitarrist und -komponist.

## Leben
Young begann im Alter von zwölf Jahren Gitarre zu spielen und studierte an der Universität Oslo Musik. Er erhielt ein Stipendium für die New School for Jazz and Contemporary Music in Manhattan, wo er Gitarre bei Jim Hall und John Abercrombie und Jazzkomposition bei Richie Beirach, Bob Belden und Kenny Werner studierte.
Von 1993 bis 1995 arbeitete er in New York u. a. mit Rashied Ali, Marc Copland, Arnie Lawrence, Junior Mance und Larry Goldings. Nach seiner Rückkehr nach Oslo erschien sein Debütalbum This Is You, dem zwei weitere (Pieces of Time, 1997 und Glow, 2001) folgten.
Seit 2001 bildete Young ein Duo mit Karin Krog, mit der er 2002 das Album Where Flamingos Fly veröffentlichte. Seit 2002 leitete er für ein Jahrzehnt die Jacob Young Group, mit der er zwei Alben aufnahm (Evening Falls, 2002 und Sideways, 2007).
Als Sideman arbeitete Young u. a. mit dem Knut Riisnæs Quartet, der Bendik Hofseth Band, Jan Erik Volds und Egil Kapstads Gruppe Storytellers, Nils Petter Molvær und DJ Strangefruit, Helge Ibergs Cos-kos Ensemble, Arild Andersen, Petter Wettre, Paul Weeden, Harald Gundhus, Håkon Graffs Gruppe Graffitti, Bugge Wesseltoft, Knut Værnes, Håkon Storm-Mathiesen, Jan Bang, Lee Konitz, Paolo Vinaccia, Manu Katché, Ray Phiri und Mike Mainieri.

## Diskographische Hinweise
- This Is You mit Larry Goldings, Nils Petter Molvær, Bendik Hofseth, Terje Gewelt, Per Oddvar Johansen, (NorCD, 1995)
- Pieces Of Time mit Trygve Seim, Vigleik Storaas, Mats Eilertsen, Per Oddvar Johansen, (Curling Legs, 1997)
- Glow mit Arve Henriksen, Trygve Seim, Mats Eilertsen, Jarle Vespestad, Bendik Hofseth, Knut Reiersrud, Audun Erlien, Håkon Kornstad, Øyvind Brække, Vigleik Storaas, Christian Wallumrød, (Curling Legs, 2001)
- Karin Krog/Jacob Young Where Flamingos Fly, (Grappa Musikkforlag, 2002)
- Evening Falls mit  Mathias Eick, Vidar Johansen, Mats Eilertsen, Jon Christensen, (ECM, 2002)
- Sideways mit Mathias Eick, Vidar Johansen, Mats Eilertsen, Jon Christensen, (ECM 2006)
- Forever Young mit Trygve Seim, Marcin Wasilewski, Sławomir Kurkiewicz, Michał Miśkiewicz, (ECM, 2014)
- Bendik Hofseth, Jacob Young, Mats Eilertsen, Paolo Vinaccia feat. Mike Mainieri The Maze (Oslo Session 2017)
- Eventually mit Mats Eilertsen, Audun Kleive (ECM, 2023)